# Rip Torn
Rip Torn, pseudonimo di Elmore Rual Torn Jr. (Temple, 6 febbraio 1931 – Lakeville, 9 luglio 2019), è stato un attore e regista statunitense, attivo in campo televisivo e cinematografico e candidato all'Oscar nel 1984 per la sua interpretazione ne La foresta silenziosa.

## Biografia

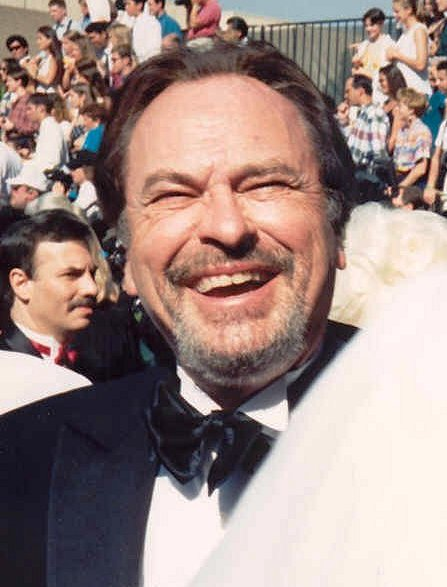
Rip Torn ai premi Emmy 1994

Nato nello stato americano del Texas, venne introdotto dalla cugina, l'attrice Sissy Spacek, all'Actors Studio di Lee Strasberg. Dopo una carriera teatrale a Broadway, Torn debuttò al cinema nel 1956 con il film Baby Doll - La bambola viva di Elia Kazan, che lo diresse ancora in Un volto nella folla (1957). Successivamente apparve nei film Il re dei re (1961) di Nicholas Ray, La dolce ala della giovinezza (1962) di Richard Brooks, sul set del quale conobbe la futura moglie Geraldine Page, Mia moglie ci prova (1963) di Don Weis, Cincinnati Kid (1965) di Norman Jewison, Buttati Bernardo! (1966) di Francis Ford Coppola e Con le spalle al muro (1968) di Brian G. Hutton. 
Negli anni seguenti partecipò a numerose produzioni televisive, ed ottenne i suoi unici ruoli da protagonista nei film Tropico del cancro (1970) di Joseph Strick e Giorno di paga (1973) di Daryl Duke. Nel 1974 fu uno degli attori statunitensi diretti dal regista italiano Carlo Lizzani in Crazy Joe. Dalla fine degli anni settanta l'attore proseguì la carriera con ruoli prevalentemente di caratterista, comparendo in film, come L'uomo che cadde sulla Terra (1976) di Nicolas Roeg, Coma profondo (1978) di Michael Crichton, La seduzione del potere (1979) di Jerry Schatzberg, Un giocatore troppo fortunato (1982) di Don Siegel, Nadine - Un amore a prova di proiettile (1987) di Robert Benton, ed altri ancora.
Nel 1984 venne candidato al premio Oscar al miglior attore non protagonista per il film La foresta silenziosa di Martin Ritt. Noto per avere preso parte alla sitcom The Larry Sanders Show e per aver recitato in Men in Black (1997) e Men in Black II (2002), entrambi diretti da Barry Sonnenfeld. Negli ultimi anni interpretò Luigi XV in Marie Antoinette (2006) di Sofia Coppola, e l'allenatore di dodgeball Patches O'Houlihan nel film Palle al balzo - Dodgeball (2004) di Rawson Marshall Thurber; prestò inoltre la voce per il film d'animazione Bee Movie (2008). Dal 2007 al 2009 prese parte alla serie televisiva 30 Rock, nel ruolo di Don Geiss, personaggio ricorrente nelle prime tre stagioni.
Rip Torn è morto il 9 luglio 2019; da alcuni anni era affetto dalla malattia di Alzheimer. Era membro del Partito Repubblicano.

## Vita privata
Fu sposato dal 1955 al 1961 con l'attrice Ann Wedgeworth, che gli diede una figlia, Danae. Dopo il divorzio, nel 1963 si unì in matrimonio con l'attrice Geraldine Page, dalla quale ebbe i figli Tony, John e Angelica; i due si separarono negli anni settanta ma rimasero sposati fino al 1987, anno in cui la Page morì per un infarto. Nel 1976 si legò all'attrice Amy Wright, che sposò nel 1989 e da cui ebbe le figlie Katie e Claire.

## Filmografia parziale

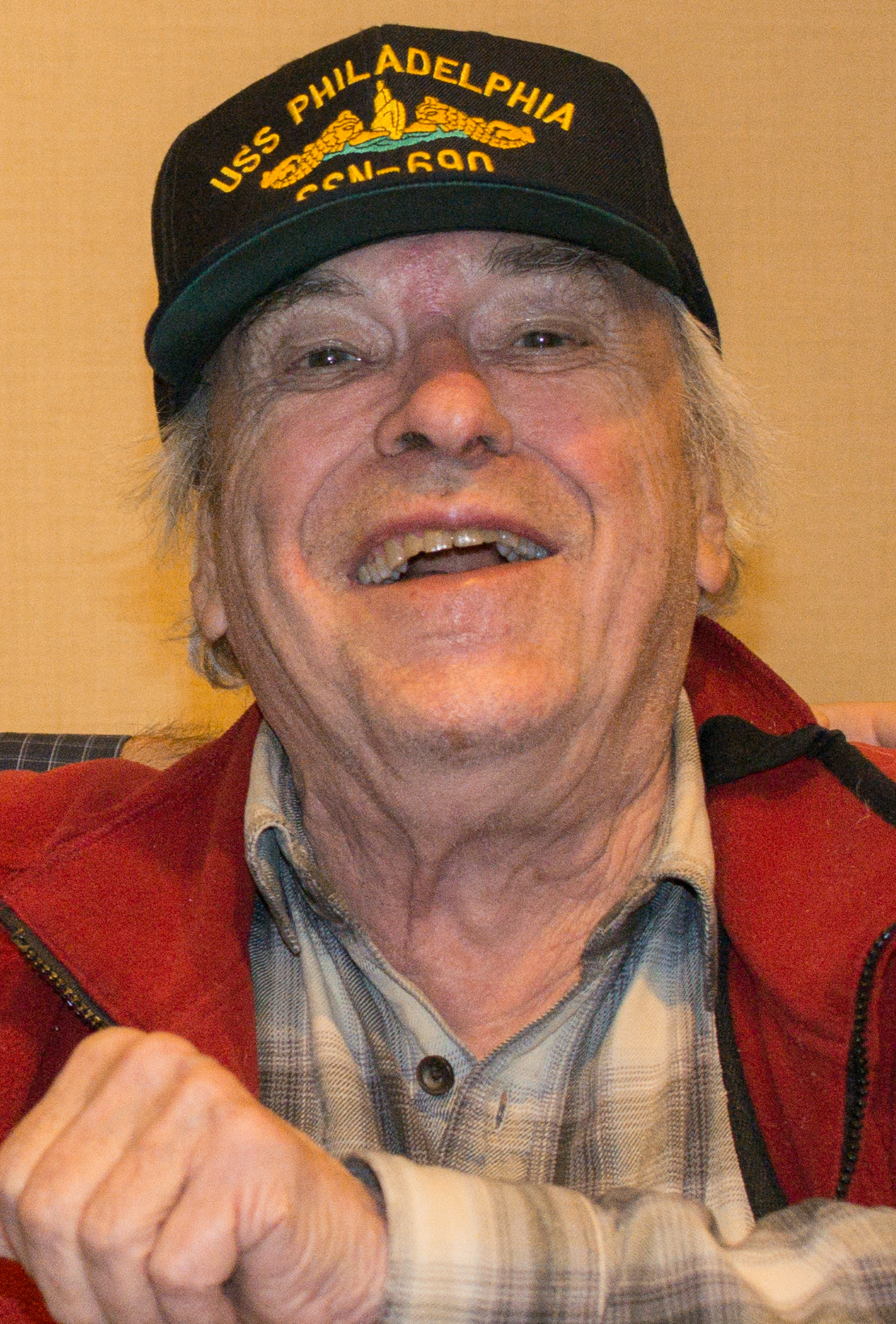
Rip Torn nel 2015

### Cinema
- Baby Doll - La bambola viva (Baby Doll), regia di Elia Kazan (1956)
- Un volto nella folla (A Face in the Crowd), regia di Elia Kazan (1957)
- Il fronte del silenzio (Time Limit), regia di Karl Malden (1957)
- 38º parallelo: missione compiuta (Pork Chop Hill), regia di Lewis Milestone (1959)
- Il re dei re (King of Kings), regia di Nicholas Ray (1961)
- La dolce ala della giovinezza (Sweet Bird of Youth), regia di Richard Brooks (1962)
- L'isola della violenza (Hero's Island), regia di Leslie Stevens (1962)
- Mia moglie ci prova (Critic's Choice), regia di Don Weis (1963)
- Cincinnati Kid (The Cincinnati Kid), regia di Norman Jewison (1965)
- Buttati Bernardo! (You're a Big Boy Now), regia di Francis Ford Coppola (1966)
- Una spia di troppo (One Spy Too Many), regia di Joseph Sargent (1966)
- Spiaggia rossa (Beach Red), regia di Cornel Wilde (1967)
- Con le spalle al muro (Sol Madrid), regia di Brian G. Hutton (1968)
- Tropico del cancro (Tropic of Cancer), regia di Joseph Strick (1970)
- Giorno di paga (Payday), regia di Daryl Duke (1973)
- Crazy Joe, regia di Carlo Lizzani (1974)
- L'uomo che cadde sulla Terra (The Man Who Fell to Earth), regia di Nicolas Roeg (1976)
- Cattive abitudini (Nasty Habits), regia di Michael Lindsay-Hogg (1977)
- Coma profondo (Coma), regia di Michael Crichton (1978)
- La seduzione del potere (The Seduction of Joe Tynan), regia di Jerry Schatzberg (1979)
- Un giocatore troppo fortunato (Jinxed!), regia di Don Siegel (1982)
- L'aereo più pazzo del mondo... sempre più pazzo (Airplane II: The Sequel), regia di Ken Finkleman (1982)
- La foresta silenziosa (Cross Creek), regia di Martin Ritt (1984)
- L'ultimo sole d'estate (Misunderstood), regia di Jerry Schatzberg (1984)
- Per piacere... non salvarmi più la vita (City Heat), regia di Richard Benjamin (1984)
- Songwriter - Successo alle stelle (Songwriter), regia di Alan Rudolph (1984)
- Una vacanza di troppo (Summer Rental), regia di Carl Reiner (1985)
- Nadine - Un amore a prova di proiettile (Nadine), regia di Robert Benton (1987)
- Ricercati: ufficialmente morti (Extreme Prejudice), regia di Walter Hill (1987)
- Hit List - Il primo della lista (Hit List), regia di William Lustig (1989)
- Cold Feet - Piedi freddi (Cold Feet), regia di Robert Dornhelm (1989)
- Prossima fermata: paradiso (Defending Your Life), regia di Albert Brooks (1991)
- La bambola che uccide (Dolly Dearest), regia di Maria Lease (1992)
- L'infiltrato (Beyond the Law), regia di Larry Ferguson (1992)
- RoboCop 3, regia di Fred Dekker (1993)
- Il grande fiume del Nord (Where the Rivers Flow North), regia di Jay Craven (1993)
- Gli anni dei ricordi (How to Make an American Quilt), regia di Jocelyn Moorhouse (1995)
- Operazione Canadian Bacon (Canadian Bacon), regia di Michael Moore (1995)
- Giù le mani dal mio periscopio (Down Periscope), regia di David S. Ward (1996)
- Ancora più scemo (Trial and Error), regia di Jonathan Lynn (1997)
- Men in Black, regia di Barry Sonnenfeld (1997)
- Effetti collaterali (Senseless), regia di Penelope Spheeris (1998)
- Una rapina quasi perfetta (The Almost Perfect Bank Robbery), regia di David Burton Morris (1998)
- Insider - Dietro la verità (The Insider), regia di Michael Mann (1999) – cameo
- Wonder Boys, regia di Curtis Hanson (2000)
- Freddy Got Fingered, regia di Tom Green (2001)
- Men in Black II, regia di Barry Sonnenfeld (2002)
- Due candidati per una poltrona (Welcome to Mooseport), regia di Donald Petrie (2004)
- Palle al balzo - Dodgeball (Dodgeball: A True Underdog Story), regia di Rawson Marshall Thurber (2004)
- The Sisters - Ogni famiglia ha i suoi segreti (The Sisters), regia di Arthur Allan Seidelman (2005)
- I tuoi, i miei e i nostri (Yours, Mine and Ours), regia di Raja Gosnell (2005)
- Marie Antoinette, regia di Sofia Coppola (2006)
- Capitan Zoom - Accademia per supereroi (Zoom), regia di Peter Hewitt (2006)
- Three Days to Vegas (2007)
- Turn the River, regia di Charlie Picerni (2007)
- Land Shark - Rischio a Wall Street (August), regia di Austin Chick (2008)
- Lucky Days, regia di Angelica Page e Tony Torn (2008)
- The Golden Boys, regia di Daniel Adams (2008)
- Happy Tears, regia di Mitchell Lichtenstein (2009)
- American Cowslip, regia di Mark David (2009)
- The Afterlight, regia di Alexei Kaleina e Craig William Macneill (2009)
- 301 - La leggenda di Maximus il fichissimo (The Legend of Awesomest Maximus), regia di Jeff Kanew (2010)
- 3 Weeks to Daytona, regia di Bret Stern (2011)
- Men in Black 3, regia di Barry Sonnenfeld (2012) – cameo, non accreditato
- Bridge of Names, regia di Elizabeth Foley e Peter J. Hobbs (2012)

### Televisione
- The Alcoa Hour – serie TV, episodi 2x02-2x20 (1956-1957)
- The Kaiser Aluminum Hour – serie TV, episodio 1x16 (1957)
- The Restless Gun – serie TV, episodio 1x07 (1957)
- Alfred Hitchcock presenta (Alfred Hitchcock Presents) – serie TV, 2 episodi (1957-1961)
- Pursuit – serie TV, episodio 1x07 (1958)
- Thriller – serie TV, episodio 1x07 (1960)
- The Dick Powell Show – serie TV, episodio 2x12 (1962)
- The Lieutenant – serie TV, episodio 1x03 (1963)
- La grande avventura (The Great Adventure) – serie TV, episodio 1x20 (1964)
- Il reporter (The Reporter) – serie TV, episodio 1x01 (1964)
- Ben Casey – serie TV, episodio 4x03 (1964)
- Gli uomini della prateria (Rawhide) – serie TV, episodio 8x05 (1965)
- Bonanza – serie TV, episodio 13x09 (1971)
- Amore violato (Rape and Marriage: The Rideout Case), regia di Peter Levin – film TV (1978)
- La gatta sul tetto che scotta (Cat on a Hot Tin Roof), regia di Jack Hofsiss – film TV (1984)
- Manhunt for Claude Dallas, regia di Jerry London – film TV (1986)
- La dolce ala della giovinezza (Sweet Bird of Youth), regia di Nicolas Roeg – film TV (1989)
- Colombo (Columbo) – serie TV, episodio 10x04 (1991)
- Libertà di reato (Bone N Weasel), regia di Lewis Teague – film TV (1992)
- The Larry Sanders Show – serie TV, 89 episodi (1992-1998)
- La divisa strappata (She Stood Alone: The Tailhook Scandal), regia di Larry Shaw – film TV (1995)
- Will & Grace – serie TV, episodi 4x25-5x01-5x02 (2002)
- 30 Rock – serie TV, 7 episodi (2007-2009)

### Doppiatore
- Hercules, regia di Ron Clements e John Musker (1997)
- Bee Movie, regia di Steve Hickner e Simon J. Smith (2007)

### Regista
- The Telephone (1988)

## Doppiatori italiani
Nelle versioni in italiano delle opere in cui ha recitato, Rip Torn è stato doppiato da:
- Renato Mori in La foresta silenziosa, Per piacere... non salvarmi più la vita, Men in Black, Men in Black II, Marie Antoinette
- Pietro Biondi in Prossima fermata: paradiso, Wonder Boys, 30 Rock (ep. 1x14)
- Nando Gazzolo in La dolce ala della giovinezza, Buttati Bernardo!
- Sergio Tedesco in Cincinnati Kid, Crazy Joe
- Michele Kalamera in Coma profondo, Effetti collaterali
- Dario Penne in Nadine - Un amore a prova di proiettile, RoboCop 3
- Sandro Iovino in Due candidati per una poltrona, I tuoi, i miei e i nostri
- Bruno Alessandro in Giù le mani dal mio periscopio, 30 Rock
- Cesare Barbetti in Baby Doll - La bambola viva
- Gianfranco Bellini in Il fronte del silenzio
- Giuseppe Rinaldi in 38º parallelo - Missione compiuta
- Pino Locchi in Il re dei re
- Romano Ghini in Colombo
- Sergio Rossi in L'uomo che cadde sulla Terra
- Andrea Lala in Amore violato
- Dario De Grassi in Un giocatore troppo fortunato
- Alessandro Rossi in Una vacanza di troppo
- Giorgio Gusso in Ricercati: ufficialmente morti
- Riccardo Garrone in Il grande fiume del Nord
- Osvaldo Ruggieri in Gli anni dei ricordi
- Ermanno Ribaudo in Catastrofe in mare - Il disastro della Exxon Valdez
- Diego Reggente in Operazione Canadian Bacon
- Carlo Sabatini in Ancora più scemo
- Massimo Milazzo in Will & Grace
- Toni Orlandi in Insider - Dietro la verità
- Mario Zucca in Law & Order: Criminal Intent
- Renzo Stacchi in Palle al balzo - Dodgeball
- Gino La Monica in The Sisters
- Angelo Nicotra in Capitan Zoom - Accademia per supereroi
- Giorgio Locuratolo in Happy Tears
- Gerolamo Alchieri in 301 - La leggenda di Maximus il fichissimo

Da doppiatore è sostituito da:
- Gianni Musy in Hercules
- Bruno Alessandro in Bee Movie
- Tony Fuochi in God of War III